# 乌木镇
乌木镇，是中华人民共和国四川省达州市大竹县下辖的一个乡镇级行政单位。

## 行政区划
乌木镇下辖以下地区：
街道社区、堡子村、凤山村、分水村、广子村、永兴村和乌木村。